# Głęboki Rów
Głęboki Rów – wieś w Polsce położona w województwie podlaskim, w powiecie suwalskim, w gminie Szypliszki.
Według Pierwszego Powszechnego Spisu Ludności, przeprowadzonego w 1921 r., wieś liczyła 104 mieszkańców (48 kobiet i 56 mężczyzn) zamieszkałych w 17 domach. Większość mieszkańców wsi zadeklarowała wówczas wyznanie staroobrzędowe (103 osoby), pozostali zgłosili wyznanie prawosławne (1 osoba). Jednocześnie wszyscy zadeklarowali narodowość rosyjską. W okresie dwudziestolecia międzywojennego miejscowość znajdowała się w gminie Jeleniewo.
W latach 1975–1998 miejscowość administracyjnie należała do województwa suwalskiego.
Społeczność staroobrzędowa z Głębokiego Rowu należy do parafii funkcjonującej przy molennie w Suwałkach.